# Confédération du Nord-Ouest
La Confédération du Nord-Ouest, également connue sous le nom de Confédération amérindienne du Nord-Ouest, était une confédération de nations amérindiennes dans la région des Grands Lacs à la suite de la guerre d'indépendance des États-Unis. La Confédération, qui avait ses racines dans des mouvements tribaux datant des années 1740, s'est réunie pour tenter de résister à l'expansion des États-Unis dans le Territoire du Nord-Ouest après que la Grande-Bretagne eut cédé la région aux États-Unis dans le traité de Paris en 1783. La résistance a entraîné la guerre amérindienne du Nord-Ouest (1785-1795), qui a pris fin avec la victoire américaine à la bataille de Fallen Timbers.
Bien que de nombreux peuples autochtones aient combattu dans la guerre d'indépendance en tant qu'alliés des Britanniques, la Grande-Bretagne n'a fait aucune mention de leurs alliés dans le traité de Paris. Selon Joseph Brant, un chef mohawk qui a été l'un des premiers architectes de la Confédération, les Britanniques avaient « vendu les Amérindiens au Congrès américain ». La confédération s'est réunie pour la première fois en 1786 lors d'une conférence au village Wendat de Upper Sandusky, avec l'intention de former un front commun pour traiter avec les Américains.
Les membres de nombreuses Nations amérindiennes différentes étaient impliqués dans la Confédération de l'Ouest. La confédération a été parfois connue sous le nom de la Confédération des Miamis, des responsables américains ayant surestimé l'influence et le nombre des Miamis au sein de la confédération.
Parce que la plupart des tribus n'étaient pas des unités politiques centralisées à l'époque, l'implication dans la Confédération a été généralement basée comme un village plutôt qu'une base tribale. La Confédération était composée de membres de tribus suivantes :
1. Conseil des Trois Feux
2. Confédération iroquoise
3. Sept Nations du Canada

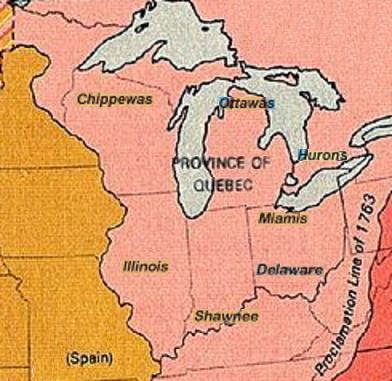
Carte des Nations amérindiennes dans le Territoire du Nord-Ouest.

4. Confédération de la Wabash (Weas, Piankashaw, et autres)
5. Illinois
6. Hurons-Wendats
7. Mississaugas
8. Menominees
9. Shawnees
10. Lenapes
11. Miamis
12. Kickapous
13. Kaskaskias
14. Chickamaugas
15. Muscogees